# Ларрі Ніколсон
Ларрі Ніколсон (англ. Larry Nicholson) — американський боксер, призер чемпіонату світу серед аматорів.

## Аматорська кар'єра
На чемпіонаті світу 1993 завоював срібну медаль.
- В 1/16 фіналу переміг Мехака Казаряна (Вірменія) — 16-15
- В 1/8 фіналу переміг Годвіна Осагі (Нігерія) — RSC 1
- В чвертьфіналі переміг Паата Гвасалія (Грузія) — 10-9
- У півфіналі переміг Васіле Ністора (Румунія) — 14-2
- У фіналі програв Даміану Остіну (Куба) — 2-6

На Іграх доброї волі 1994 програв в другому бою і отримав бронзову медаль.